# Live a Little, Love a Little
Live a Little, Love a Little is een Amerikaanse muziekfilm uit 1968 onder regie van Norman Taurog. Het scenario is gebaseerd op de roman Kiss My Firm But Pliant Lips (1965) van de Amerikaanse auteur Dan Greenburg.

## Verhaal
De fotograaf Greg Nolan maakt kennis met Bernice, een knappe, maar zonderlinge vrouw die het leuk vindt om een andere identiteit aan te nemen. Door haar toedoen verliest Greg zijn baan en appartement. Ze helpt hem later om een nieuwe thuis te vinden. Om haar terug te betalen gaat hij als fotograaf aan de slag voor twee verschillende bladen. Het blijkt lastig om zijn tijd goed te verdelen.

## Rolverdeling
| Acteur            | Personage          |
| ----------------- | ------------------ |
| Elvis Presley     | Greg Nolan         |
| Michele Carey     | Bernice            |
| Don Porter        | Mike Lansdown      |
| Rudy Vallee       | Penlow             |
| Dick Sargent      | Harry              |
| Sterling Holloway | Melkboer           |
| Celeste Yarnall   | Ellen              |
| Eddie Hodges      | Loopjongen         |
| Joan Shawlee      | Moeder van Robbie  |
| Mary Grover       | Juffrouw Selfridge |
| Emily Banks       | Receptioniste      |
| Michael Keller    | Directeur          |
| Merri Ashley      | Secretaresse       |
| Phyllis Davis     | Secretaresse       |
| Ursula Menzel     | Model              |
| Susan Shute       | Model              |
| Edie Baskin       | Model              |
| Gabrielle         | Model              |
| Ginny Kaneen      | Model              |
| Susan Henning     | Zeemeermin         |
| Morgan Windbeil   | Motoragent         |
| Benjie Bancroft   | Motoragent         |